# Etxarri (Iparralde)
Etxarri (basc) i oficialment Etcharry (francès) és un comú a Iparralde al territori de Zuberoa, adscrit administrativament al departament dels Pirineus Atlàntics (regió de Nova Aquitània).

## Toponímia
El topònim Etcharry apareix sota les formes Charri (1385, col·lecció Duchesne volum CXIV), volum de CXIV46), Echari (1467, contractes Ohix), Dicharü (1472, notaris de Labastide-Villefranche), Amichalgun de Charri i Echarry (1690).
El seu nom basc actual és Etxarri (o Etxarri Zuberoa).
Pel que fa a d'altres topònims relacionats amb el comú hi ha Amichalgue, un feu el titular del qual era, segons l'arxiver Paul Raymond, una de les deu potestats de Soule, s'esmenta el 1385 (col·lecció Duchesne, volum CXIV) i apareix sota la forma Amichalgun el 1520 (costum de Soule).
L'hidrònim Lafaure apareix sota les formes la Phaura el 1538 (réformation de Béarn) i la Phaure el 1863.

## Administració
| Data d'elecció                               | Identitat         | Qualitat |
| -------------------------------------------- | ----------------- | -------- |
| Les dades anteriors a 1995 no són conegudes. |                   |          |
| 1995                                         | Jean-Pierre Charo |          |
| 2001                                         | Jean-Pierre Charo |          |

## Demografia
| 1901 | 1962 | 1968 | 1975 | 1982 | 1990 | 1999 |
| ---- | ---- | ---- | ---- | ---- | ---- | ---- |
| 312  | 205  | 148  | 146  | 153  | 143  | 122  |
|      |      |      |      |      |      |      |